# Templeton Township
Templeton Township est un township du comté d'Atchison dans le Missouri, aux États-Unis,. En 2010, le township comptait une population de 79 habitants. Fondé en 1870, il est baptisé en référence à John W. Templeton, une personnalité du comté.

## Source de la traduction
- (en) Cet article est partiellement ou en totalité issu de l’article de Wikipédia en anglais intitulé « Templeton Township, Atchison County, Missouri » (voir la liste des auteurs).